# باير (الأردن)
باير هي قرية ومنطقة أثرية في محافظة معان في الأردن. تعود أقدم الآثار فيها إلى خمسة آلاف عام قبل الميلاد مما يضع تاريخ الإستيطان فيها إلى نهايات العصر الحجري الحديث وبداية العصر الحجري النحاسي وذلك في مناطق قيعان السيق ورجلة سالم والفكوك.
تم العثور فيها خلال الأبحاث التي أجراها المركز النبطي للدراسات الأثرية في جامعة الحسين بن طلال، تم العثور على منشآت حجرية بنيت من حجارة غير مشذبة باشكال دائرية وشبه دائرية وباحجام مختلفة ويتراوح قطر كل درائرة ما بين (4 - 50) متر مع جدران ارتفاعها متر. تشبه مواقع بتاريخ مشابه تم اكتشافها في صحراء النقب وصحراء سيناء ولكن هذه المنشآت أكثر كثافة في الصحراء الأردنية. مما يوحي بكونها تنتمي إلى نفس الحضارة أو مؤثرة بهأ. ويوجد بنفس المنطقة آباراً ونقوشاَ نبطية ورد ذكرها برحلة يوهان لودفيك بركهارت إلى المشرق
 شهدت باير استقراراً خلال الفترة الأموية، ويدل على ذلك بقايا أساسات القصر الأموي الذي بني خلال فترة الخليفة الوليد بن يزيد (743-744م)، وقد استعملت حجارة هذا القصر، في بناء مخفر باير عام 1932 وهو لازال قائماً وتستخدمه قوات البادية وخفر الحدود الأردنية.
تقع بالقرب من باير منطقة ثليثوات وهي منطقة جغرافية أثرية تحوي نقوشاً بلهجات عربية شمالية قديمة، إضافة الى نقوش باللغات النبطية واليونانية واللاتينية والعربية   التي تعود إلى ما بين 100 ق.م و 400 م. هذا بالإضافة إلى تشكيلات صخرية طبيعية كما بالصورة.